# Athanase Oloko
Athanase Oloko (* 1965) ist ein ehemaliger kamerunischer Leichtathlet, der im Kugelstoßen sowie im Diskuswurf an den Start ging.

## Sportliche Laufbahn
Den einzuge bekannte internationale Wettkampf bestritt Athanase Oloko bei den Afrikameisterschaften 1996 in Yaoundé, bei denen er mit einer Weite von 14,98 m die Silbermedaille im Kugelstoßen hinter dem Südafrikaner Henk Booysen. Zudem gewann er im Diskusbewerb in 46,72 m die Bronzemedaille hinter dem Ivorer Serge Doh und seinem Landsmann Christian Messi Alaga. Anschließend arbeitet er als Leichtathletiktrainer in Kamerun.